# Credit default swap
Um credit default swap (CDS) é um contrato de swap que remunera o portador quando ocorre o default da instituição especificada no contrato. Ou seja, caso a instituição específica não pague suas obrigações, o emitidor do CDS terá que pagar o valor dessas obrigações ao portador.  Portanto, o preço de um CDS está relacionado com a probabilidade dessa instituição não pagar as suas dívidas. Quanto maior o risco de crédito dessa insituição, maior o valor do CDS, quanto menor o risco de crédito dessa instituição, menor o valor do CDS.